# Karula (gemeente)
Karula (Estisch: Karula vald) was een gemeente in de Estlandse provincie Valgamaa. De gemeente telde 951 inwoners op 1 januari 2017 en had een oppervlakte van 229,9 km².
De gemeente telde veertien dorpen; de hoofdplaats was Lüllemäe. Het was een van de gemeentes waar Võro werd gesproken.
In oktober 2017 werd de gemeente bij de gemeente Valga gevoegd.

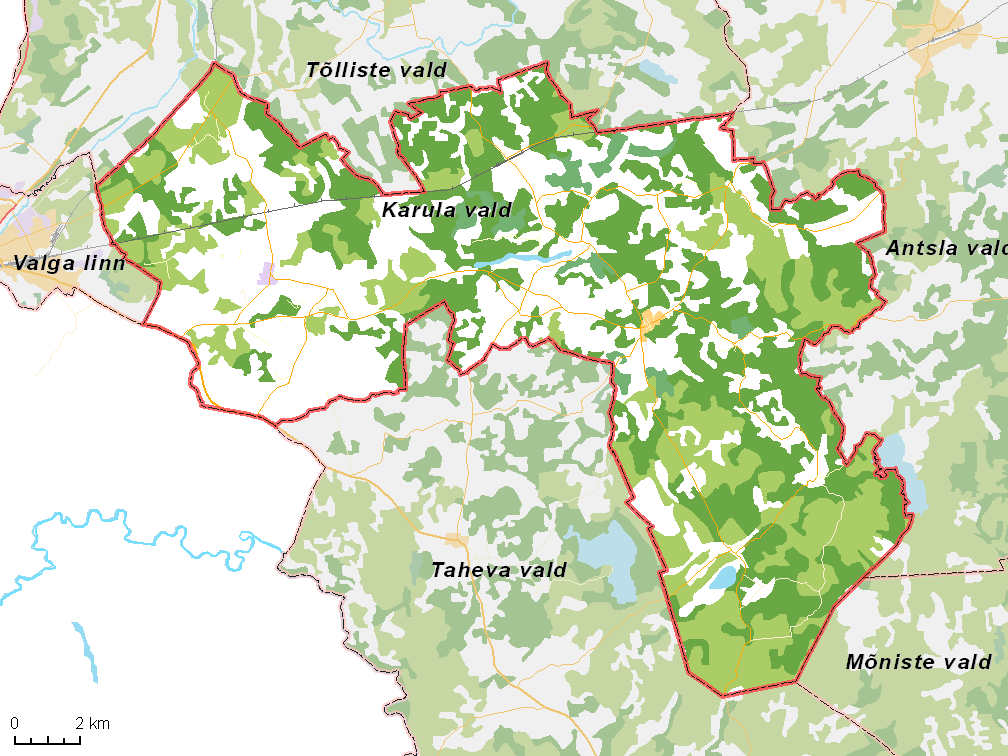
De gemeente met omliggende gemeenten, situatie begin 2017